# Форназото (Мантова)
Форназото је насеље у Италији у округу Мантова, региону Ломбардија.
Према процени из 2011. у насељу је живело 40 становника. Насеље се налази на надморској висини од 17 м.